# Simon Bird

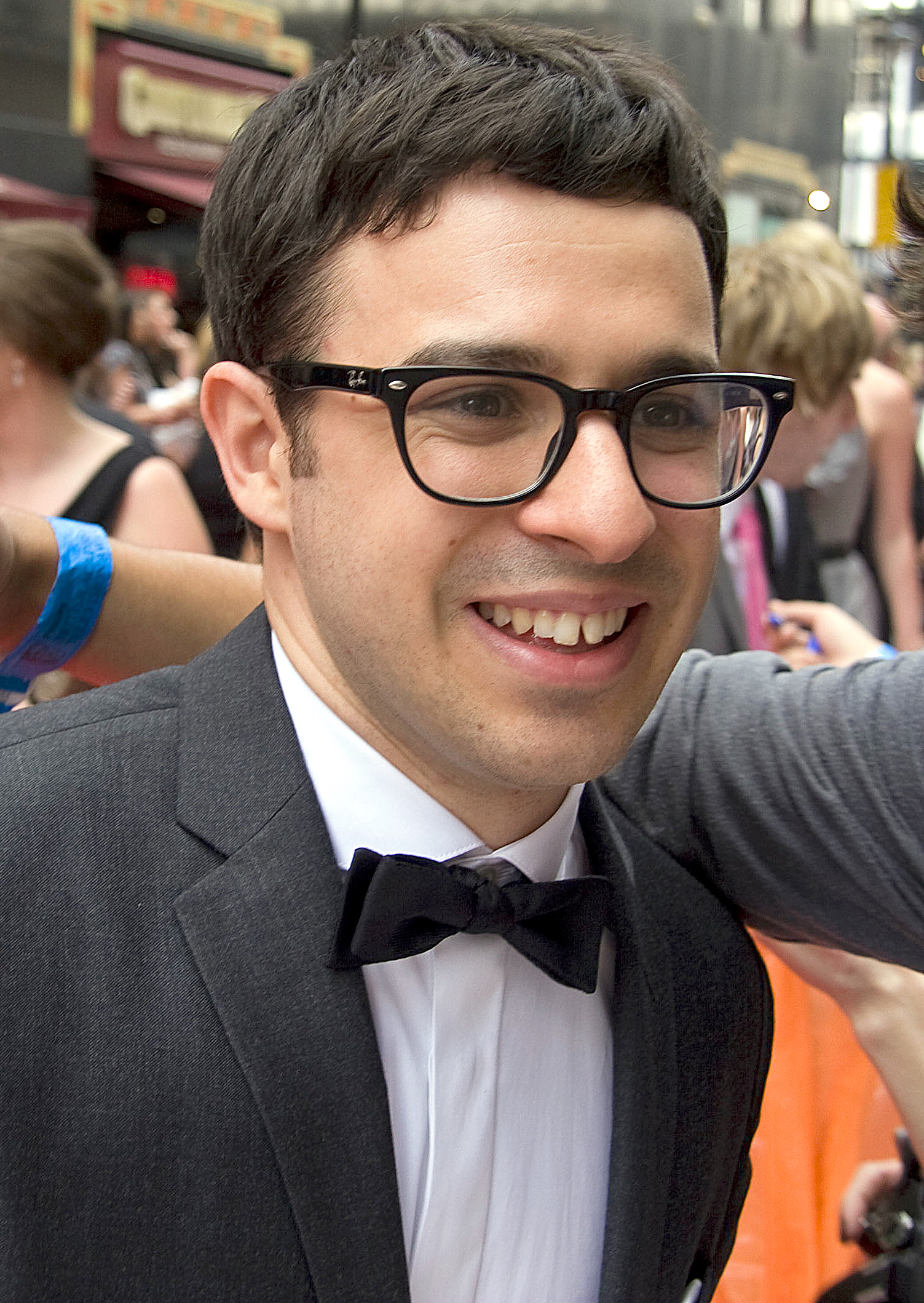
Simon Bird bei den British Academy Television Awards 2010

Simon Antony Bird (* 19. August 1984 in Guildford, England) ist ein britischer Schauspieler, Drehbuchautor und Komiker. Bekannt geworden ist er durch die Rolle des Will McKenzie in E4s Comedyserie The Inbetweeners.

## Kindheit und Jugend
Bird wurde als Sohn von Heather (geborene Gage) und Graham Bird, einem Wirtschaftsprofessor an der University of Surrey, in Guildford in der englischen Grafschaft Surrey geboren. Er besuchte die Royal Grammar School in Guildford, bevor er an dem Queens’ College in Cambridge studierte. Dort war er Mitglied der Footlights, der Sketch-Gruppe der University of Cambridge. Zudem ist er Fan des englischen Fußballvereins Crystal Palace.

## Karriere

### Comedy-Anfänge
Während seines Masters in Kulturwissenschaften (Cultural & Critical Studies) am Birkbeck College in London gründete Bird die Sketch-Comedy-Gruppe The House of Windsor mit Joe Thomas (der Simon Cooper in The Inbetweeners spielt) und Jonny Sweet. Sie nahmen am Edinburgh Festival in den Jahren 2007 und 2008 teil, mit der Aufführung The Meeting, beschrieben als eine standortspezifische Comedyinstallation in einem echten Sitzungssaal, welche nationale Medienaufmerksamkeit bekam. Bird und Thomas waren zudem öfters in der ersten und zweiten Staffel von The Weekly Show, einem Podcast von Channel 4 Radio (2006–2007), zu hören.
Bird hat außerdem Auftritte als Stand-up-Comedian und nahm an den Chortle Student Comedian of the Year Awards in den Jahren 2005 bis 2008 teil, wobei er im letzten Jahr den zweiten Platz errang.

### Durchbruch
Im Jahr 2008 wurde Bird in der britischen Comedyserie The Inbetweeners als Will McKenzie gecastet, zusammen mit Joe Thomas. Im selben Jahr gewann er einen British Comedy Award als Bester Männlicher Comedy Senkrechtstarter und ein Jahr später als Top Fernsehcomedy Schauspieler. Zudem war er im Jahr 2008 in der Kategorie Best Comedy Performance bei den Royal Television Society Awards nominiert, und in der Kategorie Best Male Performance in a Comedy Programme bei den BAFTA-Awards 2009.

### Nebentätigkeiten
Im Jahr 2010 erschuf Bird die Comedyserie The King Is Dead für BBC Three, in welcher eine bekannte Person hypothetisch getötet wird und 3 Personen in einer Reihe von satirischen Quizrunden und Aufgaben um den freigewordenen Platz kämpfen. Er moderiert neben Nick Mohammed und Katy Wix.
Ein weiteres Projekt von Bird ist Friday Night Dinner, eine weitere Comedyserie auf Channel 4, geschrieben von Robert Popper, ehemaliger Produzent der Peep Show und Miterschaffer von BBC Twos Look Around You. Produziert wird sie von Big Talk Productions (Spaced) und Popper Pictures. Jede Folge findet an einem Freitagabend statt, wenn die ca. 20 Jahre alten Brüder Adam (Bird) und Jonny (Tom Rosenthal) für das traditionelle Freitagabendessen ihr Elternhaus besuchen. Obwohl seine Rolle in Friday Night Dinner ein Mitglied der jüdischen Familie ist (das Freitagabendessen ist eine jüdische Tradition), ist Bird selber nicht jüdisch.
Bird war zudem kürzlich mitverantwortlich für den Pilotfilm der Serie Chickens von Channel 4, bei dem er Co-Autor war und selber eine Rolle spielte, wieder zusammen mit Jonny Sweet und Joe Thomas. Die Serie handelt von drei Männern in England während des Ersten Weltkriegs.
Weiterhin ist er wieder in der Rolle des Will McKenzie in Sex on the Beach zu sehen, welcher am 17. August 2011 im Vereinigten Königreich anlief.

## Filmografie

### Darsteller
- 2008: Clone (Fernsehserie, Episode 1x02)
- 2008–2010: The Inbetweeners (Fernsehserie, 18 Episoden)
- 2011: Sex on the Beach (The Inbetweeners Movie)
- 2011: Comedy Showcase (Fernsehserie, Episode 3x01)
- 2011–2013: Chickens (Fernsehserie, 7 Episoden)
- seit 2011: Friday Night Dinner (Fernsehserie)
- 2013: The Look of Love
- 2013: The Harry Hill Movie
- 2014: Sex on the Beach 2 (The Inbetweeners 2)
- 2015–2017: Drunk History: UK (Fernsehserie, 3 Episoden)
- 2016: The Darkest Universe
- 2017: You, Me and Him
- seit 2020: Sandylands (Miniserie)

### Regie
- 2016: Ernestine & Kit (Kurzfilm)
- 2019: Mein etwas anderer Florida Sommer (Days of the Bagnold Summer)

### Drehbuch
- 2010: Dead Ideas (Kurzfilm)
- 2010: The King Is Dead (Fernsehserie)
- 2011: Comedy Showcase (Fernsehserie, Episode 3x01)
- 2013: Chickens (Fernsehserie, 5 Episoden)